# Einmal Himmel und zurück (2001)
Einmal Himmel und zurück (Originaltitel: Down to Earth) ist eine US-amerikanische Filmkomödie aus dem Jahr 2001 von Chris Weitz und Paul Weitz. Es ist eine lose Neuverfilmung der beiden Komödien Urlaub vom Himmel (1943) und Der Himmel soll warten (1978), welche jeweils auf dem Bühnenstück Irrtum im Himmel von Harry Segall basieren.

## Handlung
Lance Barton ist ein afroamerikanischer gutherziger, aber erfolgloser Komiker, der nebenbei als Kurierfahrer arbeitet und dessen größter Wunsch es ist, einmal beim Amateurabend im Apollo Theater aufzutreten. Doch bevor er seinen Traum erfüllen kann, stirbt er bei einem Autounfall und landet im Himmel. Unglücklicherweise sollte er aber erst am 17. November 2044 sterben, weswegen die Engel ihren Fehler wiedergutmachen und ihm einen Ersatzkörper zur Verfügung stellen wollen. Nach einigen miserablen Angeboten erhält er den gerade zuvor von seiner Frau und seinem Assistenten ermordeten Charles Wellington III. Nachdem er die afroamerikanische Sontee Jenkins sieht, willigt er ein, den Körper des weißen Wellington zu übernehmen.
Doch leider wusste er nicht, um was für einen verhassten Ausbeuter es sich bei Wellington handelte, sodass er trotz all dem Luxus, den er nun besitzt, es nicht schafft, Sontee zu beeindrucken. Erst als er sich gegen seine eigenen Unternehmen stellt und somit für weniger Profitstreben und mehr Menschlichkeit, gelingt es ihm, Sontees Aufmerksamkeit zu erhalten. Sie scheint sich sogar langsam in ihn zu verlieben, denn für sie ist Wellington nicht nur ein reicher weißer alter Mann, sondern plötzlich auch ein Mensch, der "Herz hat und Zähne zeigt". Und so hilft sie ihm, nachdem Lance bereits seinen alten Manager Whitney mit in sein Geheimnis einbezogen hat, seinen alten Traum, im Apollo vor großem Publikum eine Comedyshow zu präsentieren, zu verwirklichen. Doch unglücklicherweise wirken seine Witze, die er einst als Afroamerikaner machte, nun im Körper eines Weißen rassistisch und stacheln lediglich das Publikum gegen ihn auf.
Auch der Vorstand seines Unternehmens ist aufgebracht von dessen neuer Firmenphilosophie, lieber auf Gewinne zu verzichten, als Menschen sterben zu lassen, weswegen sie sich stark mit dem Gedanken befassen, ihn töten zu lassen. Und so wird Lance, nachdem es ihm gelungen ist, als weißer Komiker einen der letzten Plätze für die letzte Apollo-Vorstellung zu bekommen, auf seiner eigenen Firmenwohltätigkeitsveranstaltung von einem Auftragskiller umgebracht. Aber selbstverständlich haben die Engel bereits einen neuen Körper zur Verfügung. Er erhält den Körper des Komikers Joe Guy, der ebenfalls bei einem Autounfall gestorben ist, und darf ein letztes Mal im Apollo auftreten. Anschließend erzählen ihm die Engel, dass ihm alle Erinnerungen zu seinem früheren Leben als Lance oder Wellington genommen werden und nur seine Seele in Joe Guy übrig bliebe. Und diese gute Seele ist es zum Schluss auch, die ihn wieder mit Sontee vereint, die längst Wellingtons Vermögen geerbt hat.

## Kritik
Der Film erhielt sehr schlechte Kritiken. So zählte die Internetseite Rotten Tomatoes von 95 gewerteten professionellen Kritiken nur 19 positive, was einem Wert von 20 % entspricht. Auch vom breiten Publikum mit eher gemischten Reaktionen aufgenommen, denn gleichzeitig werteten 45 % von 60,600  Usern den Film positiv. Dies wiederum wird vom Onlinefilmarchiv Internet Movie Database, einer weiteren Plattform, auf der normale User ihre Filmkritiken abgeben können, mehr als bestätigt, denn dort gab das Publikum dem Film eher durchschnittliche 5,4 von 10 möglichen Punkten.
Der renommierte Filmkritiker James Berardinelli gab dem Film zwei von vier Sterne und meinte, dass die Geschichte „in ihrer dritten Inkarnation mit dem Alter nicht besser“ geworden sei. Und obwohl der Film eine „faszinierende soziologische Sicht“ habe, langweile er durch die „übliche Routine“ und einen „seltsam ruhigen und weitgehend unlustigen Chris Rock“, was aber mehr an der Zensur und der Altersfreigabe läge.
Für Peter Rainer vom New York Magazine war Chris Rock „das jüngste Opfer einer unglücklichen Tradition“ von Filmen, in denen Komiker ihre Alter Egos spielen, was vor allen Dingen an Rocks mangelhafter schauspielerischer Leistung lege, denn sein „leerer, starrer Blick“ würde jeden „puren komischen Moment noch untergraben“.
Elvis Mitchell meinte in der liberalen Tageszeitung New York Times, dass Chris Rock den Film als"„Metapher nutze, um zu zeigen, woher er kam und was aus ihm geworden ist.“ Und obwohl „in vielen der Ideen etwas Humor sei“, müsse Rock „sich zwingen als Schauspieler vor großer Bedeutungslosigkeit bewahren“, denn seine Schauspielkünste seien auch in diesem Film viel zu unstetig, als dass sie überzeugen könnten.
Daniel Haas meinte auf Spiegel Online, Einmal Himmel und zurück sei „ein metaphysischer Film, dessen Prämisse quer steht zu seinen Bildern“ und die Geschichte sei nur ein „Rahmen für ein paar herrliche Soloauftritte des Komikers Chris Rock“. Allerdings biete er auch „perfekte kleine Showeinlagen, die man sich befreit vom Ballast der romantischen Komödie, gut im Fernsehen vorstellen könnte.“
Für das Lexikon des internationalen Films handelte es sich um „ein schwaches Remake mit einer hanebüchenen Story“, da er insbesondere an einem „tödlichen Handicap“ leide, denn damit der Film funktioniere, müsse man „sich den Rest des Films über anders vorstellen als er auf der Leinwand erscheint.“

## Hintergrund
- Viele der von Chris Rock im Film verwendeten Witze stammen aus seinem Bühnenprogramm Bigger and Blacker aus dem Jahr 1999.

## Auszeichnungen
- eine Nominierung bei den BET Awards für Regina King als Beste Schauspielerin
- eine Nominierung bei den NAACP Image Awards für Regina King als Beste Schauspielerin

## Veröffentlichung
Nach seinem Kinostart am 16. Februar 2001 konnte Einmal Himmel und zurück weltweit 71 Mio. US-Dollar, davon 64 Mio. US-Dollar in den Vereinigten Staaten, seiner 49 Mio. US-Dollar Produktionskosten wieder einspielen. In Deutschland startete der Film am 26. Juli 2001 und hatte 165.792 Kinobesucher. Und seit dem 14. März 2002 ist der Film sowohl als VHS als auch als DVD erhältlich.